# Amblypodia anna
Amblypodia anna är en fjärilsart som beskrevs av Otto Staudinger 1888. Amblypodia anna ingår i släktet Amblypodia och familjen juvelvingar. Inga underarter finns listade i Catalogue of Life.